# Photocryptus photomorphus
Photocryptus photomorphus är en stekelart som beskrevs av Henry Lorenz Viereck 1913. Photocryptus photomorphus ingår i släktet Photocryptus och familjen brokparasitsteklar. Inga underarter finns listade i Catalogue of Life.